# Enoploteuthis obliqua
Enoploteuthis obliqua är en bläckfiskart som beskrevs av Burgess 1982. Enoploteuthis obliqua ingår i släktet Enoploteuthis och familjen Enoploteuthidae. Inga underarter finns listade i Catalogue of Life.